# I'll Be Loving You (Forever)
I'll Be Loving You (Forever) é um single da boy band norte-americana New Kids on the Block, lançada em 1989. Fez parte do segundo álbum do grupo, Hangin Tough, e foi composta por Maurice Starr.

## Informações
Jordan Knight foi responsável pelos vocais principais de I'll Be Loving You (Forever), que foi o primeiro single do New Kids on the Block a obter a primeira posição na parada Billboard Hot 100, além de ficar em quinto lugar no Reino Unido.
Lançada oficialmente em 10 de abril de 1989, ficou na primeira posição em junho do mesmo ano. Foram 6 semanas no Top 10, 8 no Top 20 e 14 no Top 40. No Brasil, fez parte da trilha sonora internacional da novela O Sexo dos Anjos, da TV Globo, sendo o tema de Diana (Bia Seidl) e Renato (Mário Gomes).

## Videoclipe
Boa parte do clipe de I'll Be Loving You (Forever) foi gravada na Xavier High School, em Nova Iorque, tendo ainda cenas feitas na ponte Williamsburg e no rio East.

## Faixas
Maxi-CD
1. "I'll Be Loving You (Forever)" (7" Version) - 3:54
2. "I'll Be Loving You (Forever)" (12" Version) - 5:25
3. "I'll Be Loving You (Forever)" (More 7" Remix Style) - 3:41
4. "I Wanna Be Loved By You" - 4:56

## Desempenho em tabelas musicais
| Tabelas (1989–1990)                              | Posição |
| ------------------------------------------------ | ------- |
| Alemanha Ocidental (Official German Charts)      | 31      |
| Austrália (ARIA)                                 | 4       |
| Bélgica (Ultratop 50 Singles (Flandres))         | 19      |
| Canadá (RPM)                                     | 17      |
| União Europeia Eurochart Hot 100                 | 15      |
| Espanha Spain Radio (AFYVE)                      | 38      |
| Estados Unidos Billboard Hot 100                 | 1       |
| Estados Unidos Adult Contemporary (Billboard)    | 3       |
| Estados Unidos Cash Box Top 100                  | 5       |
| Estados Unidos Hot R&B/Hip-Hop Songs (Billboard) | 3       |
| Irlanda (IRMA)                                   | 4       |
| Países Baixos (Dutch Top 40)                     | 11      |
| Países Baixos (Single Top 100)                   | 8       |
| Nova Zelândia (Recorded Music NZ)                | 28      |
| Reino Unido UK Singles Chart (OCC)               | 5       |

| Tabelas (1989)       | Posição |
| -------------------- | ------- |
| Austrália (ARIA)     | 32      |
| US Billboard Hot 100 | 26      |

| Região                                              | Certificação | Vendas                                   |
| --------------------------------------------------- | ------------ | ---------------------------------------- |
| Australia                                           | Ouro         | 35 000                                   |
| United States                                       | Ouro         | Erro de expressão: Falta operando para * |
| ^números de vendas baseados somente na certificação |              |                                          |

## Links
- Joey McIntyre discusses "I'll Be Loving You (Forever)" - RetroRewind interview